# Mociu din Amfipol
Sfântul mucenic Mochie' este pomenit în Sinaxarele Bisericilor Ortodoxe în luna mai, ziua a unsprezecea.

## Viața
Mociu a trăit în zilele împăratului Dioclețian și ale lui Laodichie, proconsulul Europei. Mociu era preot al sfintei biserici din Amfipolis a lui Dumnezeu. Părinții lui se numeau Eufratie și Eustatia, trăgându-se din Roma cea veche, de bun neam și bogați. Sfântul Mochie se nevoia pururea la învățătură, propovăduia pe Hristos, poruncea și-i sfătuia pe toți să se apere de rătăcirea idolilor.
Deci făcând proconsulul jertfă la zeul fals Dionis, și adunându-se închinătorii de idoli, s-a apropiat sfântul și a răsturnat jertfelnicul. Iar când l-au prins a mărturisit pe Hristos Dumnezeu adevărat, și a fost supus la felurite și cumplite chinuri, de către proconsulul Laodichie, iar după moartea acestuia sfântul a fost chinuit de prințul Talasie și proconsulul Maxim. Astfel fiind dat la fiare, acelea nu-i stricară nimic. Pentru aceasta tot poporul a strigat ca să-l slobozească și a fost trimis către stăpânitorul Filipisie, la Perintos cetate a Traciei, care acum se cheamă Iraclia. Și de acolo a fost trimis la Bizanț, unde i s-a tăiat capul și a fost îngropat o milă de loc de la cetate în laturi. Iar după aceea, zidindu-i marele Constantin o biserică înfrumusețată și de mult preț, a fost mutat sfântul în ea.